# Vicente Duterte
Vicente Duterte y Gonzáles (23 de noviembre de 1911-21 de febrero de 1968), apodado Nene y Teti, fue un político y abogado filipino, gobernador de la provincia de Dávao, sucediendo al senador Alejandro Almendras (1951-1958).

## Biografía
El matrimonio formado por Facundo Duterte y Buot y Zoila Gonzáles, naturales del norte de Cebú tuvo cinco hijos: Ramón, a casado con Rosario Regis de Carcar; Mariano casado con Salud Calvo; Soledad casada con Epifanio Rodis; Jorge casado con Estefanía Dacayana; y el que fuera gobernador de Dávao Vicente, llamado cariñosamente "Teti", pero conocido como 'Nene' en la ciudad de Danao, se convirtió en el esposo de Soledad Roa, madre del que sería presidente de Filipinas Rodrigo Duterte.
Fue designado Secretario de Servicios Generales por el presidente dictador de Filipinas Ferdinand Marcos, cargo que ocupó hasta su muerte.